# هوندا سي إم إكس 450
هوندا سي إم إكس 450(بالإنجليزية: Honda CMX450)‏ هي دراجة نارية من تصنيع هوندا.